# Лыжные гонки на зимних Паралимпийских играх 2018 — смешанная эстафета 4×2,5 км
Соревнования по лыжным гонкам в смешанной эстафете 4×2,5 км на зимних Паралимпийских играх 2018 года прошли 18 марта. Местом проведения гонки стал лыжно-биатлонный центр «Альпенсия».
Соревнование началось в 10:00 по местному времени (UTC+9).

## Медалисты
| Золото | Серебро                                              | Бронза                                               |
| Украина Юрий Уткин ведущий: Руслан Перехода Людмила Ляшенко Юлия Батенкова-Бауман Оксана Шишкова ведущий: Виталий Казаков | Канада Натали Уилки Эмили Янг Крис Клебл Марк Арендз | Германия Андреа Эскау Штеффен Лемкер Александер Элер |

## Результаты
| Место | Номер | Спортсмен | Страна                                | Время                       | Итоговое время | Отставание |
| ----- | ----- | --- | ------------------------------------- | --------------------------- | -------------- | ---------- |
| 1     | 1     | Юрий Уткин ведущий: Руслан Перехода Людмила Ляшенко Юлия Батенкова-Бауман Оксана Шишкова ведущий: Виталий Казаков | Украина                               | 5:12,8 5:43,2 7:47,6 5:48,3 | 24:31,9        | –          |
| 2     | 6     | Натали Уилки Эмили Янг Крис Клебл Марк Арендз                                                                     | Канада                                | 6:41,8 5:58,0 7:34,3 5:07,8 | 25:21,9        | +50,0      |
| 3     | 2     | Андреа Эскау Штеффен Лемкер Александер Элер                                                                       | Германия                              | 7:13,1 5:02,9 7:51,8 5:17,5 | 25:25,3        | +53,4      |
| 4     | 3     | Ёсихиро Нитта Момоко Дэкидзима Юрика Абэ Таики Каваёкэ                                                            | Япония                                | 5:30,3 6:21,0 8:04,6 5:52,1 | 25:48,0        | +1:16,1    |
| 5     | 4     | Евгений Лукьяненко Светлана Сахоненко ведущий: Роман Ященко Валентина Шиц Василий Шаптебой ведущий: Юрий Лядов    | Беларусь                              | 6:20,4 5:29,3 8:46,9 5:14,6 | 25:51,2        | +1:19,3    |
| 6     | 7     | Марта Зайнуллина Анна Миленина Ирина Гуляева Михалина Лысова ведущий: Алексей Иванов                              | Нейтральные паралимпийские спортсмены | 7:02,1 5:32,9 7:51,8 5:40,0 | 26:06,8        | +1:34,9    |
| 7     | 10    | Кендалл Кретч Руслан Рейтер Джейк Адикофф ведущий: Сойер Кесселгейм                                               | США                                   | 7:56,5 5:27,6 7:57,8 4:45,7 | 26:07,6        | +1:35,7    |
| 8     | 5     | Трюгве Стейнар Ларсен Йоханнес Биркелунд Биргит Скарстейн Вильде Нильсен                                          | Норвегия                              | 6:09,4 6:30,1 8:26,4 5:55,5 | 27:01,4        | +2:29,5    |
| 9     | 8     | Чу Бэйбэй Ду Хайтао Чжэн Пэн У Цзюньбао                                                                           | Китай                                 | 7:31,2 5:34,2 7:56,6 6:04,5 | 27:06,5        | +2:34,6    |
| 10    | 11    | Сини Пюю Инкки Инола ведущий: Вили Сормунен Илкка Туомисто                                                        | Финляндия                             | 8:15,7 5:07,6 9:20,1 5:27,6 | 28:11,0        | +3:39,1    |
| 11    | 13    | Со Бо Ра Ми Чхве Бо Гю ведущий: Ким Хён У Ли До Ён                                                                | Республика Корея                      | 9:22,4 5:46,8 8:52,8 6:08,2 | 30:10,2        | +5:38,3    |
| 12    | 9     | Жаныл Балтабаева Кайрат Канафин ведущий: Антон Жданович Сергей Усольцев                                           | Казахстан                             | 8:33,0 5:35,8 9:28,4 8:04,0 | 31:41,2        | +7:09,3    |
| 13    | 12    | Алини Роша Кристиан Рибера                                                                                        | Бразилия                              | 8:18,7 7:01,2 9:28,3 7:28,5 | 32:16,7        | +7:44,8    |